# 科摩罗国
科摩罗国，非正式名称为社会主义科摩罗，是1975年—1978年科摩罗的政权。1975年7月6日，科摩罗从法国独立，艾哈迈德·阿卜杜拉为政府主席。同年8月3日，科摩罗人民民主联盟依靠鲍勃·德纳尔领导的法国僱傭兵，推翻艾哈迈德·阿卜杜拉的统治，夺取政权。1976年1月，科摩罗人民民主联盟领导人阿里·萨利赫正式成为革命委员会主席，他根据新宪法获得了广泛的权力，并推行一种混合毛主义和伊斯兰哲学的社会主义政策。1978年5月13日，萨利赫政权被一支由50名雇佣兵组成的部队推翻，其中大多数是流亡的前政府主席艾哈迈德·阿卜杜拉雇佣的前法国伞兵，由鲍勃·德纳尔领导。5月23日，科摩罗改国名为“科摩罗伊斯兰联邦共和国”，艾哈迈德·阿卜杜拉和穆罕默德·艾哈迈德成为政治-军事指挥部共同主席。5月29日，萨利赫被处决。